# Begåvningsreserv
Begåvningsreserv är en grupp personer som anses ha potential att utvecklas till elit, till exempel inom på ett företag eller i den akademiska världen. Uppskattningen av begåvningsreserven är en uppskattning av humankapitalet, och visar på organisationens möjligheter att möta framtida utmaningar.
Begåvningsreserv kan skattas i förmågor och framsteg hos individer i en avgränsad grupp. Beroende på vilken organisation som studeras, kan begåvning, eller talang, skattas i till exempel IQ, studieframgångar och specifika färdigheter. "Särbegåvat barn" är ett begrepp som därför studerats från olika perspektiv, och avser som regel en medfödd förmåga till intellektuella aktiviteter och studieframgångar, ledarskapsförmåga, färdigheter, uttrycksförmåga, kreativitet och artisteri. Ibland definieras talang som att ha ett IQ mellan 130 och 145, och begåvning som att ha ett IQ mellan 145 och 160 (de som har ett IQ över detta kallas ibland genier)[källa behövs]. Andra har kritiserat uppfattningen att IQ vore ett mått på begåvning, och framhållit motivation, kreativitet, och produktiva beteenden[källa behövs].  Därför har till exempel S. J. Cohn uppställt modeller för egenskaper som för olika områden innebär begåvning. Hur begåvning än definieras, är definitionen avgörande för skattningen av begåvningsreserven.
Sådana begåvningsreserver är viktiga för organisationens framtid, och är därför en viktig infallsvinkel på nyrekrytering av medarbetare. I ett modernt, västerländskt samhälle är samtidigt begåvningsreserven flyktig eftersom personer har en lösare relation och kan byta organisation eller arbetsplats om dessa erbjuder gynnsammare villkor. Eftersom begåvningsreserven i företag ofta är nyanställd kan den också påverkas negativt vid tider av nedskärningar då personal måste avskedas (enligt turordningsregler).
Samhällets begåvningsreserv har en absolut relation med landets utbildningssystem. Utbildningens filosofi påverkar stimulansen hos eliterna, och kan antingen gynna dessa eller fokusera på elevernas totala begåvning. I Sverige har det funnits en trend sedan 1960-talet att uppfatta att begåvningsreserven finns i de lägre samhällsklasserna, något som har påverkat utformningen av skolsystemet och demokratiseringsprocesserna i skolvärlden.
Ibland används begreppet ironiskt eller pejorativt så att ordet närmast får motsatt betydelse än definitionen ovan.